# Redbone (Band)
Redbone war eine 1968 in Los Angeles von Musikern indianischer Abstammung gegründete Rockband, die vor allem während der ersten Hälfte der 1970er Jahre international erfolgreich war.

## Bandgeschichte
Die Initiatoren von Redbone waren die Brüder Lolly Vegas (bürgerlich Candido Albelando Vasquez, * 2. Oktober 1939 in Los Angeles, Kalifornien; † 4. März 2010 ebenda – Gesang, Gitarre) und Pat Vegas (bürgerlich Patrick Morales Vasquez, * 17. März 1941 (oder 1946) in Coalinga, Kalifornien – Gesang, Bass). Schon seit den frühen 1960er Jahren machten die beiden Brüder unter verschiedenen Band- und Projektnamen wie The Avantis oder The Sharks sowie ab 1964 unter ihrem Künstlernamen Vegas zusammen Plattenaufnahmen. So zum Beispiel 1966 die LP Pat & Lolly Vegas at the Haunted House, die neben selbstverfassten Titeln Coverversionen damals aktueller Hits von Wilson Pickett, James Brown oder den Rolling Stones enthält. Als Studiomusiker wirkten sie bei Aufnahmen von Elvis Presley und Sonny & Cher mit. Die beiden Brüder waren ebenfalls erfolgreiche Songschreiber. Der Titel Niki Hoeky (auch Niki Hokey geschrieben) wurde von mehreren bekannten Interpreten wie Bobbie Gentry, Aretha Franklin (Lady Soul, 1968) oder The Ventures (Swamp Rock, 1969) aufgenommen und war 1967 in der Version von P.J. Proby ein Top-40-Hit in den US-Billboard-Charts.
Ende 1968 stellten sie mit Tony Bellamy (bürgerlich Robert Anthony Bellamy, * 12. September 1941 (oder 1940) in Orange City, Kalifornien – Gitarre, Gesang) und Pete „Last Walking Bear“ DePoe (* 1943 im Makah-Reservat in Neah Bay, Washington – Schlagzeug) schließlich eine Band zusammen. In ironischer Anspielung auf ihre ethnische Herkunft wählten sie den Bandnamen Redbone. Im frankophonen Kulturkreis der Cajuns (Cajun Country, Louisiana) ist „Rehbon“ ein abfälliger Ausdruck für einen Menschen gemischt-ethnischer Herkunft. „Redbone“ ist davon die US-amerikanisierte Form. Schlagzeuger DePoe, der das Trommeln bei Zeremonien und Powwows gelernt hatte, gehört als einziger „echter“ Indianer bei Redbone zum Indianervolk der Cheyenne. Die anderen Bandmitglieder haben teils latein-amerikanische Wurzeln und verwandtschaftliche Verbindung verschiedenen Grades zu den Yaqui und Shoshone und bezeichnen sich als Stadtindianer.
Beim CBS-Sublabel Epic Records unterzeichneten sie 1969 einen Schallplattenvertrag und ihr selbstbetiteltes Debüt-Doppelalbum erschien 1970 mit ausnahmslos selbstgeschriebenen Songs, darunter ihre eigene Version von Niki Hoeky sowie der auch als Single ausgekoppelte Titel Crazy Cajun Cakewalk Band. Auf dem Albumcover ist ein mit Federn beschmückter roter Knochen abgebildet. Am 26. August 1970 traten sie – in Europa noch weitgehend unbekannt – beim letzten und größten Isle of Wight Festival auf.
Die Musik von Redbone ist eine unikate Mischung aus Rock, Rhythm 'n' Blues, Funk, Jazz, Cajun-Musik, lateinamerikanischen Rhythmen und Elementen indianischer Stammesfolklore. Ihre überwiegend selbstgeschriebenen Lieder sind oft sprachlich wie thematisch von der Cajun-Kultur geprägt, erzählen von Stammesriten, nordamerikanischer Indianergeschichte und sozialer Ungerechtigkeit. Ihr Bandimage betonten sie konsequent mit authentischer Indianerbekleidung und entsprechender Bühnenausstattung.
Bereits Ende 1970 erschien die zweite LP Potlatch. Der Song Alcatraz behandelt die Besetzung der Insel Alcatraz durch indianische Aktivisten (Indians of All Tribes) seit dem 20. November 1969, die u. a. auch von der Rockband Creedence Clearwater Revival unterstützt wurde und am 11. Juni 1971 durch Räumung seitens der US-Regierung endete. Mit der ausgekoppelten Single Maggie erzielte die Gruppe Ende 1970/Anfang 1971 einen ersten Achtungserfolg in den amerikanischen Single-Hitparaden. Anfang 1972 erreichte Maggie als Wiederveröffentlichung Platz 45 auch in der deutschen Hitliste.
Aus der dritten LP Message from a Drum (1971) stammt der Titel The Witch Queen of New Orleans, in dem die Voodoo-Priesterin Marie Laveau besungen wird. Der Song entwickelte sich Ende 1971 zum weltweiten Hitparadenerfolg und erreichte Platz 2 im Vereinigten Königreich, Platz 13 in Deutschland, und in den Billboard Hot 100 Rang 21.
Aus familiären Gründen spielte Pete DePoe auf dem vierten Album Already Here (1972) nur auf den fünf Titeln von Seite 1 Schlagzeug. Auf Seite 2 sprang für ihn Arturo Perez ein, der für kurze Zeit auch bei Liveauftritten mitspielte. Die Singleauskopplung Fais Do war in den Niederlanden ein kleiner Hitparadenerfolg.
Der Non-Albumtrack We Were All Wounded at Wounded Knee (1973) thematisiert das Massaker bei Wounded Knee (South Dakota) im Jahre 1890 durch das 7. US-Kavallerieregiment an Angehörigen des Minneconjou-Indianerstammes (Lakota/Sioux). Die Single stand 5 Wochen lang auf Platz 1 in der Hitparade der Niederlande und in Deutschland kam er bis auf Rang 21. In den USA wurde das Lied nicht veröffentlicht und von vielen Radiosendern boykottiert.
Während der Aufnahmen zur fünften Studio-LP Wovoka 1973 verließ Schlagzeuger DePoe die Band endgültig und wurde durch Butch Rillera (* 8. November 1945) ersetzt. Der aus diesem Album ausgekoppelte, in lateinamerikanischem Tanzrhythmus eingespielte und etwas gefälligere Song Come and Get Your Love war 1974 mit Platz 5 die kommerziell erfolgreichste Single von Redbone in den USA und verkaufte sich über eine Million Mal.
Rillera hatte die Gruppe nach dem 1974er Album Beaded Dreams Through Turquise Eyes schon wieder verlassen und der Platz am Schlagzeug wurde fortan öfter neu besetzt. Hinzu kam Keyboarder und Perkussionist Aloisio Aguiar. Nach der 1977er LP Cycles wurde es jedoch zunehmend stiller um Redbone. 1995 verließ Lolly Vegas aus gesundheitlichen Gründen die Gruppe. Wenig später trennten sich auch die verbliebenen Ur-Mitglieder Pat Vegas und Tony Bellamy. Pat Vegas tourte später gelegentlich mit einer neu zusammengestellten Gruppe unter dem Namen Redbone, zu der ab 2003 Mark Guerrero gehörte.

## Auszeichnungen
Redbone wurde am 4. Oktober 2008 in die NAMA Hall of Fame aufgenommen.

## Diskografie

### Alben
- 1970: Redbone
- 1970: Potlatch – 1970
- 1971: Message from a Drum (auch als The Witch Queen of New Orleans veröffentlicht 1972)
- 1972: Already Here
- 1973: Wovoka
- 1974: Beaded Dreams Through Turquise Eyes
- 1975: Come and Get Your Redbone
- 1977: Cycles
- 1994: Redbone Live (Aufnahmen 1977)
- 1998: To the Bone
- 2002: Redbone and Wet Willie: Take Two
- 2005: One World
- 2009: Peacepipe

### Singles
- 1970: Crazy Cajun Cakewalk Band
- 1970: Maggie
- 1971: Light as a Feather
- 1971: The Witch Queen of New Orleans
- 1972: Message from a Drum
- 1972: Fais Do
- 1972: When You Got Trouble
- 1972: Niji Trance
- 1973: Poison Ivy
- 1973: We Were All Wounded at Wounded Knee
- 1973: Wovoka
- 1974: Come and Get Your Love (UK: Platin)
- 1974: One More Time
- 1975: Suzi Girl

## Auszeichnungen für Musikverkäufe
| Goldene Schallplatte - Italien - 2024: für die Single Come and Get Your Love - Spanien - 2024: für die Single Come and Get Your Love | 2× Platin-Schallplatte - Neuseeland - 2023: für die Single Come and Get Your Love |

Anmerkung: Auszeichnungen in Ländern aus den Charttabellen bzw. Chartboxen sind in ebendiesen zu finden.
| Land/RegionAuszeichnungen für Musikverkäufe (Land/Region, Auszeichnungen, Verkäufe, Quellen) | Gold     | Platin     | Verkäufe  | Quellen             |
| -------------------------------------------------------------------------------------------- | -------- | ---------- | --------- | ------------------- |
| Italien (FIMI)                                                                               | Gold1    | —          | 50.000    | fimi.it             |
| Neuseeland (RMNZ)                                                                            | —        | 2× Platin2 | 60.000    | radioscope.co.nz    |
| Spanien (Promusicae)                                                                         | Gold1    | —          | 30.000    | elportaldemusica.es |
| Vereinigte Staaten (RIAA)                                                                    | Gold1    | —          | 1.000.000 | riaa.com            |
| Vereinigtes Königreich (BPI)                                                                 | —        | Platin1    | 600.000   | bpi.co.uk           |
| Insgesamt                                                                                    | 3× Gold3 | 3× Platin3 |           |                     |